# Callie Khouri
Callie Khouri (San Antonio, Texas, 27 de noviembre de 1957) es una guionista y directora de cine estadounidense.

## Biografía
Khouri nació en San Antonio (Texas). Su padre fue un médico de origen sirio-libanés y fe cristiana, que trabajó en Fort Bliss en El Paso. Posteriormente, la familia se mudó a Paducah (Kentucky), donde su padre se dedicó a la práctica privada. Luego de su graduación de secundaria, Khouri estudió arquitectura en la Universidad Purdue, pero después se interesó en drama. Después de terminar la universidad, Khouri continuó sus estudios en el Strasburg Institute en Los Ángeles. Actualmente vive en Santa Mónica (California).

### Carrera
Mientras trabajaba para una compañía que realizaba comerciales y videos musicales, Khouri empezó a escribir su primer guion, Thelma & Louise. Por este guion obtuvo el Óscar al mejor guion original en 1991 y el Globo de Oro al mejor guion en 1992. También escribió el guion de la película Something to Talk About. Khouri coescribió y dirigió el filme Divine Secrets of the Ya-Ya Sisterhood. Además, dirigió la película Mad Money protagonizada por Diane Keaton, Queen Latifah y Katie Holmes. En 2012 desarrolló la serie dramático-musical Nashville, la cual contó con las actuaciones de Connie Britton y Hayden Panettiere.

## Filmografía

### Como guionista
- Hollis & Rae (2006, telefilme)
- Divine Secrets of the Ya-Ya Sisterhood (2002)
- Something to Talk About (1995)
- Thelma & Louise (1991)

### Como directora
- Mad Money (2008)
- Hollis & Rae (2006, telefilme)
- Divine Secrets of the Ya-Ya Sisterhood (2002)

## Premios y reconocimientos
Premios Óscar
| Año  | Categoría            | Trabajo nominado | Resultado |
| ---- | -------------------- | ---------------- | --------- |
| 1992 | Mejor guion original | Thelma & Louise  | Ganadora  |